# Josse de Voltigeant
Josse de Voltigeant (ou Voltighen), connu de 1593 à 1617, est un peintre français d'origine flamande, principalement actif durant le règne d'Henri IV.
D'origine flamande, Voltigeant est surtout actif sur le chantier du château de Fontainebleau aux côtés d'autres peintres de sa génération. Il est dit en 1612 « peintre et concierge des Héronnières du parc du roi à Fontainebleau ». Il participe notamment à la réalisation des copies d'après les maîtres italiens, pour remplacer les tableaux de la collection du roi jusqu'alors exposés dans l'appartement des bains du château de Fontainebleau. Aux côtés de Jean Michelin, d'Ambroise Dubois (qui copie la Madeleine du Titien) et de Jean Dubois (qui copie la Belle Jardinière de Raphaël), Voltigeant réalise notamment la copie de la Sainte Marguerite terrassant le dragon d'après Raphaël (l'original est au Louvre, la copie est conservée au musée national du château de Versailles), et il copie peut-être la Visitation peinte par Sebastiano del Piombo, qui ornait l'autel de la chapelle basse Saint-Saturnin à Fontainebleau (cette copie est peut-être celle conservée aujourd'hui à la cathédrale Saint-Gatien de Tours).
On connait également de sa main une petite Descente de Croix (Fontainebleau, musée national du château).
Le peintre épouse Balthasarde Houin, avec qui il aura un fils, Henri de Voltigeant (né en 1593) également peintre. Il épouse en secondes noces Catherine Chauvin avec qui il aura plusieurs enfants. 